# Morrie Schwartz
Morrie Schwartz, właśc. Morris Schwartz (ur. 20 grudnia 1916, zm. 4 listopada 1995) – amerykański wykładowca. Popularność przyniosła mu wydana w 1997 roku książka Wtorki z Morriem autorstwa Mitcha Alboma.

## Życiorys
Był synem kuśnierza Charlesa Schwartza, rosyjskiego emigranta, który uciekł do Ameryki przed poborem do rosyjskiej armii. Wychowywał się w żydowskiej kamienicy w biednej Lower East Side na Manhattanie. Jego matka zmarła, gdy chłopiec miał osiem lat. Niedługo później brat Morriego – David – zachorował na polio. Pojawienie się rok później macochy Ewy, emigrantki z Rumunii, sprawiło, że chłopcy znów mogli poczuć matczyne ciepło.
Schwartz ukończył City College w Nowym Jorku, zaś tytułu doktora dorobił się na Uniwersytecie w Chicago w 1951 roku. W latach 1950–1960 napisał trzy książki z zakresu socjologii. Tytuł profesora socjologii uzyskał wykładając na Brandeis University. Był szanowany zarówno przez kolegów jak i studentów.
Jego ulubionym studentem był Mitch Albom, późniejszy komentator sportowy, felietonista, pisarz.
Morrie wykładał na uczelni do lat siedemdziesiątych, gdy wykryte u niego stwardnienie zanikowe boczne (SLA) uniemożliwiło mu dalszą pracę.
Po zobaczeniu Morriego Schwartza w telewizji ABC, rozmawiającego o swojej śmiertelnej chorobie z Tedem Koppelem w programie Nightline, Mitch Albom przypomniał sobie o przyjaźni, jaka łączyła z profesorem i postanowił go odwiedzić. Spotkanie zaowocowało kolejnymi wizytami, w czasie których Morrie udzielał Mitchowi ostatnich w swoim życiu wykładów (do śmierci Morriego w 1995 roku). Nagrania z owych spotkań zaowocowały książką Wtorki z Morriem, która niedługo po ukazaniu się w 1997 roku stała się światowym bestsellerem. Książka doczekała się ekranizacji z Jackiem Lemmonem w roli Morriego Schwartza.